# Фанталов, Леонид Ильич
Леони́д Ильи́ч Фанта́лов (21 августа [2 сентября] 1883, Карачарово, Владимирская губерния — 15 августа 1968, Москва) — советский учёный-металлург, заложивший основы современного проектирования литейных цехов, доктор технических наук, профессор.

## Биография

### Ранние годы
Леонид Фанталов родился 21 августа 1883 года в с. Карачарово Владимирской губернии в семье основателя «Товарищества товаро-пассажирского пароходства по р. Оке И. И. Фанталова» Ильи Ивановича Фанталова и его супруги Натальи Васильевны.
В 1903 году окончил Муромское реальное училище и поступил в Петербургский технологический институт, откуда в 1905 г. перевелся в Императорское высшее техническое училище, которое окончил в 1911 году.

### Работа в машиностроении
Фанталов более 23 лет своей трудовой деятельности посвятил работе на промышленных предприятиях. После непродолжительной службы в отделе благоустройства при Московской городской управе, он с 1913 года переходит на работу по специальности «литейное производство», которой посвятил более 20 лет. Работал на Нижнетагильском заводе им. В. В. Куйбышева и Брянском паровозостроительном заводе соответственно начальником цеха и заместителем главного металлурга. С 1925 г. начинается деятельность Л. И. Фанталова на московском заводе «Динамо» в должности заведующего литейным производством, где под его непосредственным руководством осуществляется коренная реконструкция литейных цехов, призванная обеспечить производство стальных фасонных отливок для трамвайных, крановых и электровозных моторов.
В дальнейшем Фанталов работал в научно-исследовательских и проектных организациях: ЦНИИТмаш, сектор машиностроения ВСНХ СССР, Гипромаш, ЭНИМС. Его производственный опыт помог ему в проектировании литейных цехов в Гипромаше для ряда машиностроительных заводов — новостроек первой и второй пятилеток (Нижнетагильского, Новокраматорского, завода «Большевик» в Киеве).
В 1935—1937 годах он работал директором Московского завода «Станколит». За три года Фанталов изменил организационную структуру и техническое направление изготовления отливок на заводе. Были организованы специализированные цеха с замкнутым циклом операций и поточное производство отливок. В обеспечение выпуска большого количества тюбингов для строительства Московского метрополитена Фанталов разработал проект реконструкции литейного цеха № 3 и осуществил быструю его реализацию. 

### Научно-педагогическая деятельность
С 1938 года Фанталов перешёл на работу в Московский институт стали. В 1939 году он был утвержден в учёном звании профессора по кафедре «Литейное производство», а в 1948 году — стал доктором технических наук. С 1948 года и до ухода на пенсию в 1962 году заведовал кафедрой литейного производства, сменив на этом посту Н. П. Аксёнова. При этом работал и как проектант, сотрудничая со многими проектными организациями.
Разработка теоретических основ проектирования литейных цехов и заводов явилась главным направлением научной деятельности Фанталова. 

### Смерть
Леонид Ильич Фанталов умер 15 августа 1968 года. Он похоронен в Москве на Введенском кладбище (18 уч.).

## Награды
- Орден Трудового Красного Знамени (1961)[1]